# Methanosphaerula palustris
Methanosphaerula palustris — вид метанообразующих архей из семейства Methanoregulaceae, типовой и единственный известный на июнь 2017 года в роде Methanosphaerula.

## История изучения
Первоначально вид был известен как штамм E1-9cT.
Исследования 2009 года 16s рРНК и последовательностей аминокислот McrA показали принадлежность штамма E1-9cT к порядку Methanomicrobiales, где он был выделен в самостоятельный род.

## Биологическое описание
Клетки правильной кокковидной формы, обычно располагаются парами. Грамположительны. Имеется жгутик, содержащий много отсеков, однако во влажный средах клетки неподвижны.

## Условия обитания
Оптимальные условия для роста — средняя (28—30 °C) температура и небольшая кислотность (pH = 5,5). Выживает при доле Na+ и NaCl не более 0,5  %. Метан образуют из водорода и углекислого газа.